# Cañizo
Cañizo település Spanyolországban,  Zamora tartományban. Cañizo Villalpando, Belver de los Montes, Castronuevo, Villalba de la Lampreana, Villafáfila és San Martín de Valderaduey községekkel határos. Lakosainak száma 201 fő (2024).

## Népesség
A település népessége az utóbbi években az alábbiak szerint változott:
| Lakosok száma | 322  | 314  | 288  | 274  | 274  | 259  | 245  | 233  | 217  | 201  |
|               | 2001 | 2004 | 2007 | 2009 | 2012 | 2014 | 2017 | 2019 | 2022 | 2024 |